# Howard Scott Warshaw

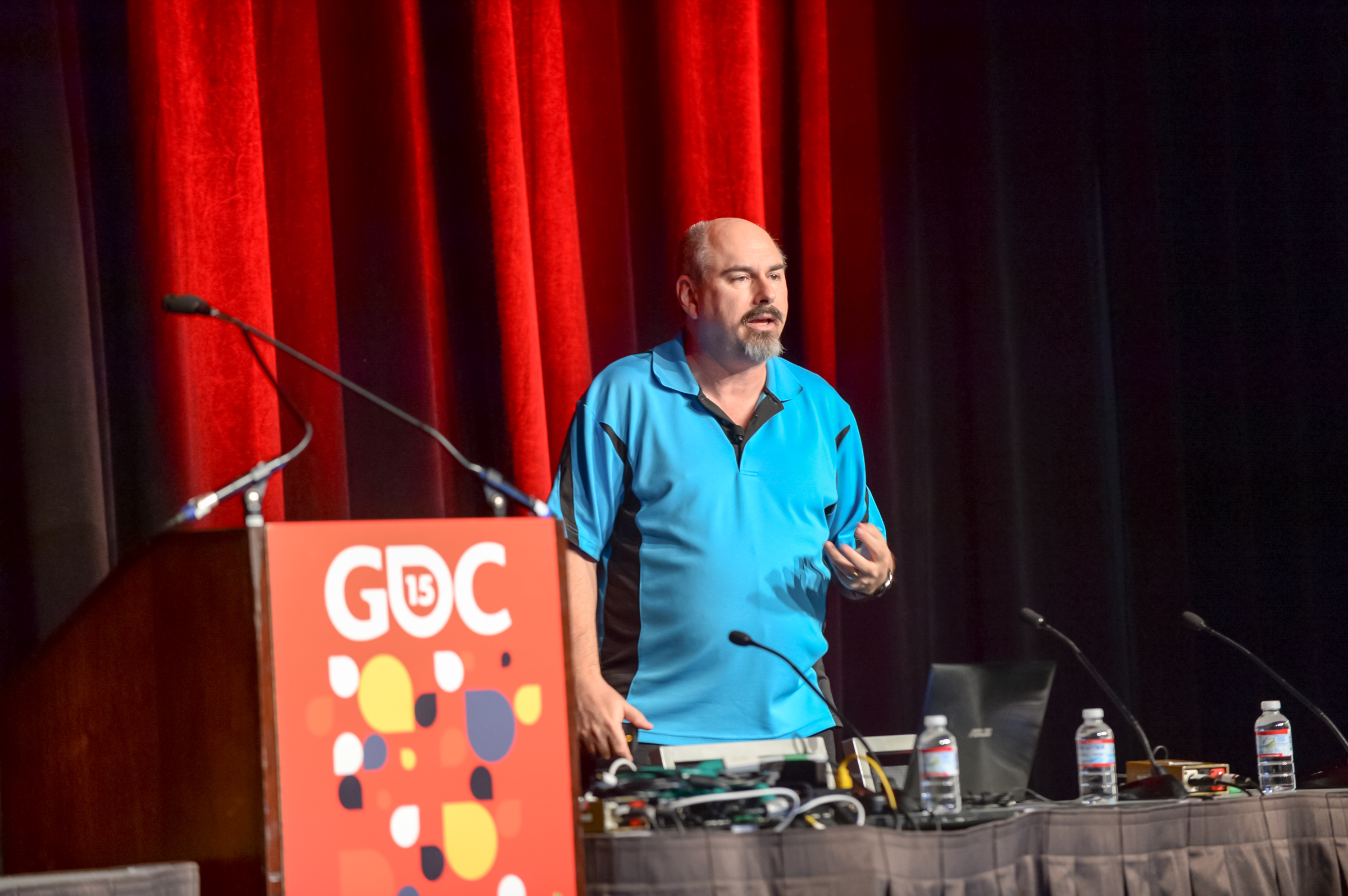
Warshaw presentando un análisis del desarrollo del juego en la Game Developers Conference 2015.

Howard Scott Warshaw (nacido el 30 de julio de 1957) es un psicoterapeuta y ex-diseñador de videojuegos estadounidense, quien trabajó para Atari a principios de 1980, donde diseñó y programó los juegos Yars' Revenge, Raiders of the Lost Ark y E.T. el extraterrestre. También ha escrito dos libros y producido tres documentales.

## Atari
El primer éxito de Warshaw fue Yars' Revenge. Este empezó como una adaptación para Atari 2600 del juego de arcade  Star Castle, sin embargo, debido a las limitaciones de la consola, Warshaw readaptó el concepto en un nuevo juego donde involucraba moscas mutantes defendiendo su mundo contra ataques alienígenas. El juego tuvo un gran éxito y todavía es recordado como uno de los mejores juegos hechos para Atari 2600. Esto condujo a Warshaw a ser seleccionado como el diseñador de la adaptación de la película Raiders of the Lost Ark, juego que también fue un éxito comercial y aclamado por la crítica de su tiempo.
Fue su éxito con Raiders lo que condujo a Warshaw a ser seleccionado para diseñar y programar la adaptación para Atari 2600 de la película E.T., el extraterrestre. Los problemas empezaron cuando se le dieron únicamente cinco semanas para ir del concepto al producto final. Aunque el juego fue terminado a tiempo fue recibido pobremente y visto como confuso y frustrante. Atari tuvo una pérdida financiera durante el proyecto, lo cual, combinado con otras malas decisiones de negocios, condujo a la compañía a ser dividida y vendida durante los dos años siguientes. Durante este periodo de tiempo, Warshaw desarrolló y terminó otro proyecto de juego llamado Saboteur, una readaptación de la serie de televisión The A-Team. Sin embargo Atari fue desmantelada antes de que pudiera ser lanzada ninguna versión.

## Vida posterior
Tras el colapso de Atari Warshaw escribió dos libros. El primero, The Complete Book of PAN, es una guía de referencia para el juego de cartas del mismo nombre. En el segundo, Conquering College, Warshaw discute sus técnicas para el éxito académico, referido como RASABIC ("Mira adelante, mantente a la cabeza, estate en clase" - "Read Ahead, Stay Ahead, Be In Class") lo que le permitió graduarse de forma temprana y salvar un año completo de institución.
Posteriormente, estudió producción de vídeo, y lanzó el documental From There to Here: Scenes of Passage., una crónica de la inmigración a Estados Unidos de dos mujeres rusas de la misma familia, una en 1912 y la otra en 1978. Subsecuentemente produjo el documental multipartito Once Upon Atari, una colección de entrevistas e historias de los empleados y diseñadores en Atari a finales de la década de los 70 y principios de la década de los 80.
En el 2004 unos entusiastas del videojuego produjeron cartuchos de Saboteur para la venta en exposiciones de juegos. Debutó en  PhillyClassic 5, Warshaw dio su bendición para la distribución y autografió los cartuchos. Ese mismo año Atari también lanzó el sistema Atari Flashback incluyendo quince títulos de Atari 2600 y cinco de Atari 7800, entre los que se encontraba Saboteur.
Warshaw es también conocido por dejar sus iniciales como huevos de Pascua en sus juegos. En Raiders of the Lost Ark, el jugador puede encontrar una "Yar;", en E.T., el jugador puede encontrar tanto una "Yar" como un "Indy." y en Yar's Revenge, tanto cuando el jugador se mantiene en el "mean streak"  mientras la base está explotando como al final,  HSWWSH, sus iniciales en orden correcto e invertido, aparece en la pantalla.
En el 2008, Warshaw debutó como estrella invitada interpretándose a sí mismo en el segundo episodio de la serie animada Code Monkeys, "Dean in Charge", del canal de televisión G4 en Estados Unidos.